# 엑 타 타이거
《엑 타 타이거》(영어: Ek Tha Tiger)는 2012년 공개된 인도의 액션 영화이다.

## 출연

### 주연
- 살만 칸
- 카트리나 카이프

### 조연
- 란비르 쇼레이
- 기리시 카나드
- 로산 세스
- 리사 번

## 기타
- 미술: 존 핸드